# キャベツUFO
「キャベツUFO」（キャベツユーフォー）は、NHK『みんなのうた』で放送された曲である。作詞・作曲・歌：工藤順子、編曲：MAKI（矢嶋マキ）。

## 概要
1984年6月、NHK『みんなのうた』で放送された。キャベツと共に台所に置かれたイモムシの心に月の光が反応し、キャベツが空を飛んで、イモムシの故郷の畑を目指すという、ファンタジー性が強調された作品。工藤順子の『みんなのうた』での初めての歌唱曲である。映像は、『みんなのうた』では第2作目となる尾崎真吾製作のアニメが使用された。
長らくカバー音源のみが市販化されていたが、2016年4月27日にポニーキャニオンから発売されたベストアルバム『NHKみんなのうた 55 アニバーサリー・ベスト 〜日々〜』(PCCG.01520) に工藤歌唱で初収録された。

## カバー
- 土岐麻子（2008年の『家族時間〜NHKみんなのうたカバー集〜』および 2009年の土岐のアルバム『VOICE 〜WORKS BEST〜』収録
- やくしまるえつこ（2013年のアルバム『RADIO ONSEN EUTOPIA』収録）